# Bad Ems (Verbandsgemeinde)
Bad Ems est une Verbandsgemeinde (collectivité territoriale) de l'arrondissement de Rhin-Lahn dans la Rhénanie-Palatinat en Allemagne. Le siège de cette Verbandsgemeinde est dans la ville de Bad Ems.
La Verbandsgemeinde de Bad Ems consiste en cette liste d'Ortsgemeinden (municipalités locales):
1. Arzbach
2. Bad Ems
3. Becheln
4. Dausenau
5. Fachbach
6. Frücht
7. Kemmenau
8. Miellen
9. Nievern